# Pinguim-waitaha
O pinguim-waitaha (Megadyptes waitaha) é uma espécie extinta de pinguim neozelandesa, descoberta acidentalmente em 2008.

## Descoberta
A descoberta ocorreu quando cientistas da Universidade de Otago e Universidade de Adelaide realizavam estudos sobre o pinguim-de-olho-amarelo (Megadyptes antipodes), espécie ameaçada de extinção, para tentar determinar se a ocorrência da ave sempre foi rara ou se teria sido mais abundante no passado. Foram estudados espécimes vivos e de museus, sendo alguns exemplares destes últimos retirados de uma região da Ilha Sul da Nova Zelândia onde os pinguins-de-olhos-amarelos não são mais encontrados.
Ao fazerem a comparação genética e morfológica de ossadas datadas de 500 anos com ossos mais recentes, de aproximadamente cem anos, os cientistas descobriram que a ossada mais antiga era 10% menor que a do pinguim-de-olho-amarelo, e possuía diferenças suficientes no ADN para que ambos fossem consideradas espécies muito próximas, mas distintas entre si. A nova espécie foi batizada Megadyptes waitaha. Os Waitaha foram a primeira tribo polinésia a ocupar a Ilha Sul da Nova Zelândia.

## Extinção
Os estudos sugerem que, enquanto a população do pinguim-de-olho-amarelo estava restrita a algumas ilhas da Antártida e nas Ilhas Auckland, o pinguim-waitaha habitava uma ampla faixa da costa leste da ilha sul neozelandesa. Com a chegada dos primeiros humanos na região, o pinguim-waitaha desapareceu. Evidências diretas de artefatos mostram que os seres humanos caçavam ativamente estes pinguins, e as evidências circunstanciais de tempo apontam fortemente para a superexploração como a causa de sua extinção. O pinguim-de-olho-amarelo parece ter se beneficiado a extinção do pinguim-waitaha, ocupando a área deixada pela espécie anterior.
Como o povo indígena, os Maori, não possui conhecimento ou registo desta espécie, estima-se que se tenha extinguido entre cerca de 1300-1500 D.C., pouco depois da colonização pelos povos polinésios da Nova Zelândia. A sua existência foi publicada na revista científica Proceedings of the Royal Society B.